# Södermanlands län
Södermanlands län (provincie Södermanland, vaak uitgesproken en gespeld als Sörmland) is een provincie in het oosten van Zweden. Ze ligt aan de Oostzee en grenst aan de provincies Östergötlands län, Örebro län, Västmanlands län, Uppsala län en Stockholms län. De hoofdstad is Nyköping.
De oppervlakte van de provincie bedraagt 6061 km², wat 1,5% van de totale oppervlakte van Zweden is. Er woonden in 2021 301.222 mensen.
Södermanlands län ontstond in 1683 door het samenvoegen van Eskilstunahus län, Gripsholms län en Nyköpings län.

## Gemeenten
In Södermanlands län liggen de volgende gemeenten:
| - Eskilstuna - Flen - Gnesta - Katrineholm - Nyköping | - Oxelösund - Strängnäs - Trosa - Vingåker |

## Bestuur
Södermanlands län heeft, zoals alle Zweedse provincies, een meerduidig bestuur. Binnen de provincie vertegenwoordigt de landshövding de landelijke overheid. Deze heeft een eigen ambtelijk apparaat, de länsstyrelse. Daarnaast bestaat de landsting, dat feitelijk een eigen orgaan is naast het län, en dat een democratisch bestuur, de landstingsfullmäktige, heeft dat om de vier jaar wordt gekozen.

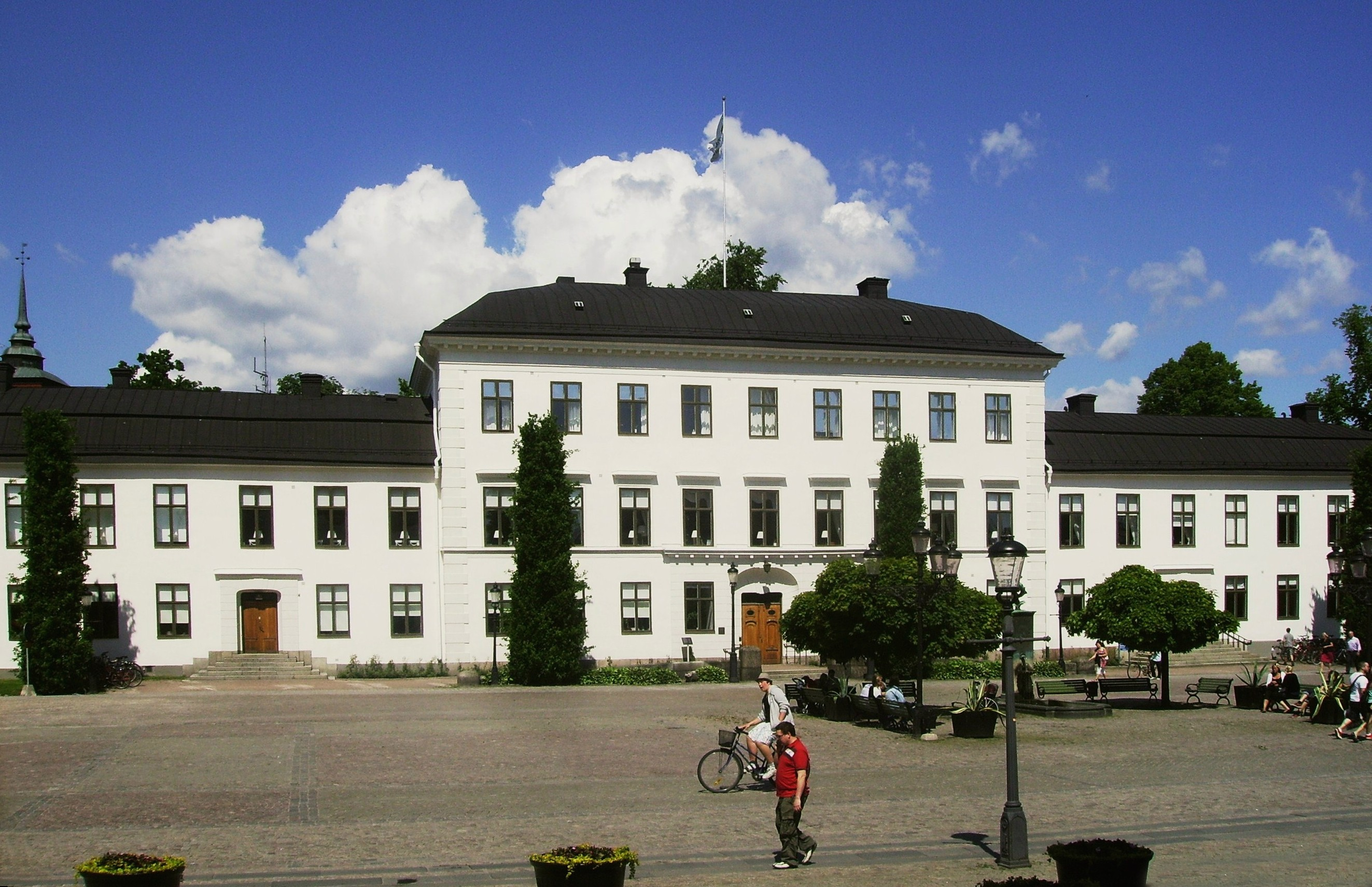
De residentie van de landshövding in Nyköping

### Landshövding
De vertegenwoordiger van de rijksoverheid in Södermanlands län is sinds 1 januari 2020 Beatrice Ask, een politica van Moderaterna die van 1994 tot 2019 parlementslid was in de Rijksdag en tussen 2006 en 2014 minister van Justitie was in de Zweedse regering.

### Landsting
De Landsting, formeel Södermanlands läns landsting, wordt bestuurd door de landstingsfullmäktige. Sinds 2018 bestaat deze uit 79 leden. Uit hun midden kiezen de leden een dagelijks bestuur, de landstingstyrelsen. Södermanland heeft een coalitie bestaande uit de Arbeiderspartij, Centrumpartij en Vård för pengarna.
Bij de laatste verkiezingen, in 2018, was de zetelverdeling in de regionfullmäktige:
- Vänster (V): 5 zetels
- Arbeiderspartij (S): 23 zetels
- Sverigedemokraterna (SD): 11 zetels
- Vård för pengarna (VfP): 15 zetels
- Centrum (C): 4 zetels
- Liberalerna (L): 3 zetels
- Christendemocraten (KD): 4 zetels
- Moderaterna (M): 14 zetels